# Kamarási Pál
Kamarási Pál (Sorostély, 1693. – Szászváros, 1735. január 30.) református lelkész.

## Élete
Tanulmányait Nagyenyed kezdte, majd külföldre menve 1717-ben a franekeri egyetemen is megfordult, 1720. február 17-én beiratkozott a leideni egyetemre. 1723-ban tért haza, előbb Fogarason, majd 1726-től Szászvárosban másodpapként működött. 1730-ban ugyanitt elsőpappá lépették elő.

## Munkái
1. Exercitatio philol.-theologica prima, secunda, tertia el quarta in quirens in vera punctationis Hebraei Textus Antiquitatem. Lugd.-Batav., 1722. és 1723.
2. Aranyfejű, de sárlábon álló kép. Kolozsvár, 1732. (Halotti prédikáczió gróf Teleki József felett.)
3. A mennyei Gileadban készült lelki sebgyógyító balsamom. Uo. 1734. (Halotti prédikáczió, Jancsó Jakab és Sövényfalvi Zsigmond prédikáczióival együtt.)
4. Az árvaság reménységéről, gróf Gyulai Kata kisaszszony felett mondott halotti predikáczió. Uo. 1834.